# Huesca (provins)
Huesca är en provins i den autonoma regionen Aragonien i nordöstra Spanien. Huesca gränsar till provinserna Navarra/Nafarroa, Zaragoza, Lleida och till Frankrike.
Huesca har en yta av 15 626 km² och den totala folkmängden uppgår till 228 566 (2010). Provinsen är indelad i 202 kommuner, municipios.
Nationalparken Ordesa y Monte Perdido nationalpark ligger i provinsen.